# ياقوتي الحلق سيبيري
ياقوتي الحلق السيبيري (الاسم العلمي:   Calliope calliope) هو طائر ينتمي إلى فصيلة خاطفات الذباب (الاسم العلمي: Muscicapidae).